# Mario Party 10
Mario Party 10 est un jeu vidéo de type party game développé par Nd Cube et édité par Nintendo. Il fait suite à Mario Party 9 et est sorti en mars 2015 sur Wii U. Le jeu est compatible avec les figurines amiibo. Le jeu bénéficie de graphismes en haute definition.

## Univers

### Personnages
Le jeu met à disposition du joueur douze personnages jouables : Mario, Luigi, Peach, Yoshi, Daisy, Wario, Waluigi, Donkey Kong, Toad, Toadette, Harmonie et Spike, ces deux derniers derniers étant jouables pour la première fois dans la série. Bowser est également jouable dans le mode Bowser Party.

### Plateaux
Un total de cinq plateaux est disponible dans le jeu. Chaque plateau comporte deux boss (un à mi-parcours et l'autre en fin de plateau). Certains plateaux ne sont pas disponibles dans le mode Bowser Party. De plus, les boss n'apparaissent pas en mode Bowser Party.
| Plateaux             | Mario Party | Bowser Party | Boss 1          | Boss 2        |
| -------------------- | ----------- | ------------ | --------------- | ------------- |
| Parc des champignons | Oui         | Oui          | Mega Goomba     | Flora Piranha |
| Sentier hanté        | Oui         | Non          | Frère Mastoc    | Roi Boo       |
| Abysses bizarres     | Oui         | Oui          | Cheep-chomp     | Mega Bloups   |
| Mouillage des nuages | Oui         | Non          | Maxi Topi Taupe | Kamek         |
| Château du chaos     | Oui         | Oui          | Mechakoopa      | Bowser        |

## Système de jeu

### Généralités
Comme les précédents épisodes de la série, Mario Party 10 est un party game dans lequel les joueurs s'affrontent sur un plateau en participant à différents mini-jeux. Le joueur a la possibilité d'incarner plusieurs personnages issus de la série Super Mario

### Modes de jeu
- Mode Mario Party : À la manière de Mario Party 9, les joueurs se déplacent ensemble à l'aide d'un Bloc dé à bord d'un véhicule sur le plateau[1]. Leur but est de ramasser un maximum de Petites étoiles avant d'arriver au bout du plateau, le joueur possédant le plus de Petites étoiles remportant alors la partie. Il compte également de nombreux boss.
- Mode Bowser Party : l'une des grandes nouveautés est le mode Bowser Party, jouable jusqu'à cinq joueurs, dans lequel un joueur incarne Bowser aux moyens du Wii U GamePad et doit rattraper les autres joueurs sur le plateau.
- Mode Amiibo Party : le jeu est compatible avec les figurines amiibo de Mario, Luigi, Peach, Yoshi, Bowser, Donkey Kong, Wario et Harmonie issus de la collection Super Smash Bros., et avec les premiers amiibo Mario, Luigi, Peach, Yoshi, Bowser et Toad de la collection Super Mario[2],[3]. Chacun d'entre eux débloque un plateau ayant pour thème l'univers du personnage de l'amiibo utilisé. Enfin, les personnages de ce mode sont remplacés par les figurines amiibo de la collection Super Mario. Si vous jouez en tant que Bowser, vous devrez battre l'équipe Mario.

## Développement
Mario Party 10 est annoncé au cours de l'E3 2014 pour une sortie sur Wii U.
Il est commercialisé le 12 mars 2015 au Japon et le 20 mars en Europe et Amérique du Nord.